# 동룡굴
동룡굴(蝀龍窟)은 평안북도 구장군 용문산(龍門山, 1,180ｍ) 남쪽에 있는 종유동(鍾乳洞)인데 굴의 길이는 1,463ｍ에 달하며 터널형을 이루고 있다. 굴은 그 규모가 클 뿐만 아니라 종유와 석순(石荀)을 이루어 그 기승(奇勝)은 지하금강이라 불린다. 입구 등룡문을 지나 맨 먼저 나타나는 세심동(洗心洞)은 넓이 3,300m2에 달하고 다음에 안면동·미륵동·석폭·지하금강 1만 2천봉·강선대·종유동·연병장·통군대 등이 있다. 이 밖에 박쥐골·석계문·석가여래탑·사자바위·용연동·칠불연·팔음석 등 헤아릴 수 없을 만큼 많은 기기묘묘한 종유와 석순이 있는 대석회동이다.